# نملاوات قرناء
النملاوات القرناء (الاسم العلمي:Proceratiinae) هي أسرة من الحشرات تتبع الفصيلة النمليات من رتبة غشائيات الأجنحة.

## التصنيف
- النملاوية القرناء
  - النمل الأقرن